# ナラオイア
ナラオイア (Naraoia) はナラオイア科に属する絶滅した三葉虫の属の一つ。カンブリア紀からシルル紀まで生息しており、体長は 2-4.5 cm。大きな消化管と横向きの触角が特徴である。

## 形態

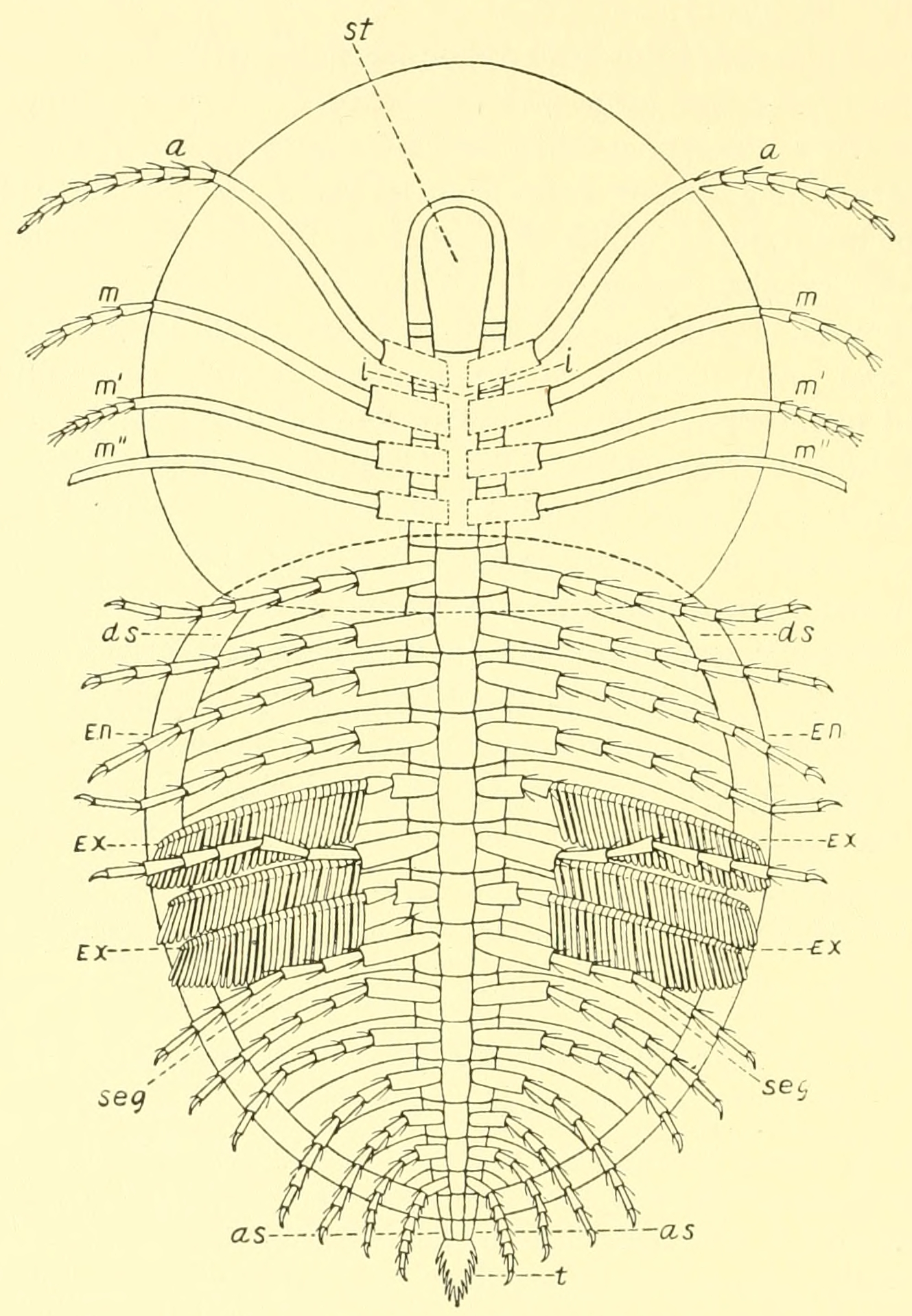
解剖図

体は縦扁し、半円形の2枚の背甲（頭楯と尾楯）がそれぞれ頭部と尾部を覆っており、尾楯の方が長い。背甲は石灰化しておらず、間に関節があり折り曲げることができる。触角は横向きで多節。消化管は比較的太く（体幅の14-18%）、前端に胃がある。その後方からは分岐した憩室が伸び、頭部を満たす。さらにその後方には4対の嚢がある。付属肢は他の三葉虫のように二枝型である。少なくとも前方の付属肢には大きな櫂型の先端葉と短く平たい側枝（刺）のある外肢がついている。内肢（N. compactaでのみ知られる）は6節から成る。
胃の前端には1対の眼のような構造が見られる。

## 生態
全ての種がおそらく底生であった。消化管に堆積物が残存していたことから、ミミズのように大量の土を食べるデトリタス食者であったと考えられている。この場合、複雑な消化器は栄養に乏しい土を食べていたためであると解釈できる。だが、消化管の土は死後に侵入したもので、本来は肉食性・腐肉食性であったとする解釈もある。
大きなへら状の頭部・外肢に生えた層状の剛毛・横向きの触角・頭部と尾部の間の関節などから、砂を掘ることができたことが窺える。

## 分類
Naraoia という属名はブリティッシュコロンビア州、ヨーホー国立公園にある小さな湖群、ナラオ湖群（Narao Lakes）に由来している。
カナダのバージェス頁岩で最初に発見され、当初は甲殻類とされていた。これは尾楯が体のほとんどを覆っていたため詳しい構造が分からなかったからである。
本属の化石はバージェス頁岩から豊富に発見されていたため、ハリー・ウィッティントンによっていくつかの化石が解剖された。その結果、脚や鰓の構造が三葉虫と非常によく似ていることが確認され、現在では本属は三葉虫とされている。また、Naraoia longicaudataとして知られていた種は、憩室の形態が異なることから1997年にミスチョウイア属に分離されてMisszhouia longicaudataとされている。
現在、カナダ・米国・中国・オーストラリアから化石が見つかっており、その年代はカンブリア紀後期（アトダバニアン期）からシルル紀後期（プリドリ世）とされている。

### 同定

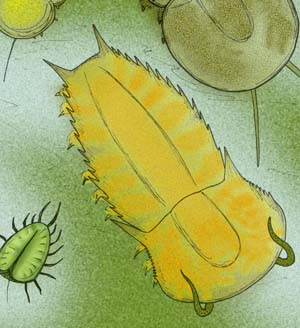
Naraoia spinosa

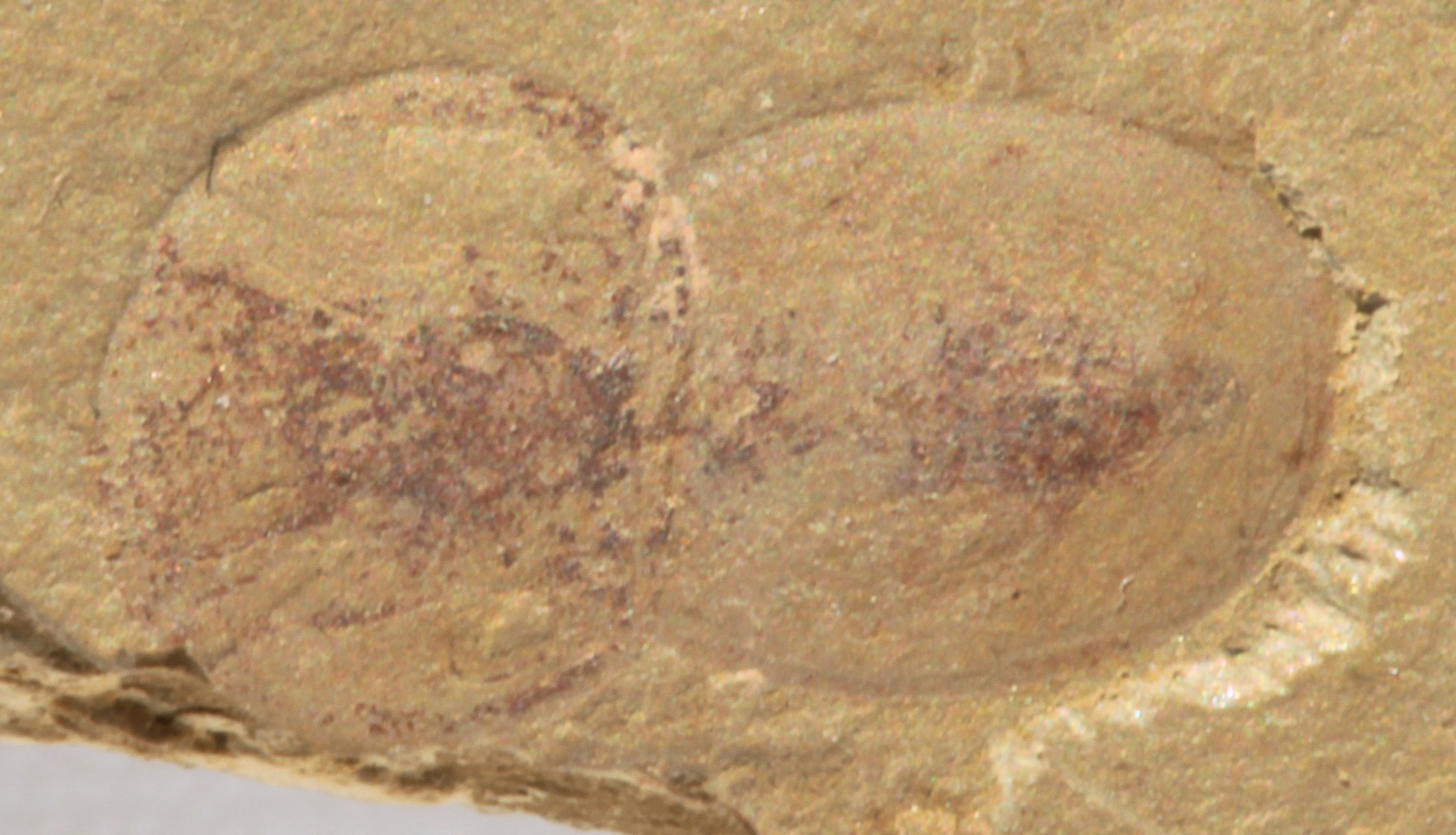
Naraoia taijiangensis

| 1 | 尾部長が頭部長の1.5倍以下、消化管の幅が体幅の1/8以上、頭部の大部分を分岐した憩室が占め、触角は横を向く → 2へ |
| - | 尾部長が頭部長の1.75倍以上、消化管の幅が体幅の1/8以下。頭部の憩室は4対の嚢となり、幅は頭部の1/3ほど。触角は前方を向く。二枝型付属肢は25対で体長6 cm以下 → Misszhouia longicaudata (Zhang & Hou 1985), jr. syn. Naraoia longicaudata |
| 2 | 尾部には多少なりとも棘があり、頭部の幅は長さの4/3以上。頬棘を持つ。 → 3へ |
| - | 尾部に棘がなく、丸いか僅かに尖る。頭部の幅は長さの5/4程度。→ 4へ |
| 3 | 尾部の後端と左右に棘がある。二枝型付属肢は17対前後、体長4 cm以下。バージェス動物群（カンブリア紀中期）の一種。 → Naraoia spinifer Walcott 1931                                                                                      |
| - | 棘は尾部の左右のみで、その間は凹む。二枝型付属肢は19対前後、体長4.5 cm以下。澄江動物群（カンブリア紀前期）の一種。 → Naraoia spinosa Zhang & Hou 1985                                                                               |
| 4 | 頭部背甲の前縁はあまり張り出さない。尾部先端は丸い。 → 5へ |
| - | 頭部背甲の前縁が張り出す。尾部先端は僅かに尖る。カナダ、オンタリオ州のシルル紀後期の地層から知られる。 → Naraoia bertiensis Caron, Rudkin & Milliken 2004                                                                           |
| 5 | 頬角は丸く、棘を欠く。中国から知られる。 → Naraoia taijiangensis Peng, Zhao & Sun 2012 |
| - | 頬角は多少尖り、棘が存在することもある。二枝型付属肢は19対。体長は4 cm以下。バージェス頁岩、アイダホ・ユタ州、オーストラリアから知られる。 → Naraoia compacta Walcott 1912, jr. syn. N. halia, N. pammon                            |